# آ
ʾAlif maddah ‹ آ › est une lettre additionnelle de l’alphabet arabe utilisée comme variante de l’alif dans certaines langues et comme lettre à part entière dans l’écriture de l’ormuri.

## Utilisation
En ormuri, ‹ آ › représente une voyelle ouverte antérieure non arrondie longue [aː], par opposition au ‹ ا › représentant une voyelle moyenne centrale [ə].